# CMディレクター
CMディレクター（シーエムディレクター）はテレビコマーシャルの演出を行う職業、またはそれに従事する者のこと。
フリーのディレクター、CMプロダクションに所属する社員ディレクターのほか、
映画監督やミュージックビデオの監督等、異業種ディレクターがCMディレクターを務めることもある。
日本では杉山登志が草分け的存在である。2000年代になってからは映画「下妻物語」の中島哲也や「ハチミツとクローバー」の高田雅博など、CMディレクターが映画監督業に進出することも多い。

## 主なCMディレクター
| 目次 | 目次 | 目次 | 目次 | 目次 | 目次 | 目次 | 目次 | 目次 | 目次 | 目次 |
| ---- | ---- | ---- | ---- | ---- | ---- | ---- | ---- | ---- | ---- | ---- |
| わ   | ら   | や   | ま   | は   |      | な   | た   | さ   | か   | あ   |
|      | り   |      | み   | ひ   |      | に   | ち   | し   | き   | い   |
| を   | る   | ゆ   | む   | ふ   |      | ぬ   | つ   | す   | く   | う   |
|      | れ   |      | め   | へ   |      | ね   | て   | せ   | け   | え   |
| ん   | ろ   | よ   | も   | ほ   |      | の   | と   | そ   | こ   | お   |

### あ
- 赤坂勇
- 浅川順
- 安藤隼人

### い
- 池田一真
- 石井克人
- 石井達矢
- 石井龍
- 石上三登志
- 石川寛
- 伊志嶺一
- 伊集院静
- 市川崑
- 市川準
- 伊藤衆人
- 伊藤由美子
- 伊奈かっぺい
- 犬童一心
- 井上卓
- 井上春生
- イノマタトシ
- 岩井俊二

### う
- 宇恵和昭

### え
- 江口カン

### お
- 大岡俊彦
- 大林宣彦
- 大宮エリー
- 遅塚勝一
- おもてざきせまし

### か
- 勝谷ケンシ
- 金子稚子
- 神谷佳成
- 川久保裕生
- 川崎徹
- 川西純
- 川村ケンスケ

### き
- 久間敬一郎

### く
- グ・スーヨン
- カイル・クーパー
- 窪田崇
- 栗原博之
- ジョナサン・グレイザー
- 黒田秀樹
- 畔柳恵輔

### こ
- 小出肇
- 小島淳二
- 小関亜紀
- 児玉裕一
- 小西利行
- 小林啓一
- 小林文朋
- 五味一男

### さ
- 最首英也
- 齊藤雄基
- 斎藤渉
- 佐藤嗣麻子
- サトー克也
- 真田敦
- サノ☆ユタカ
- サヤママコト

### し
- 式田ティエン
- 清水りょう
- スパイク・ジョーンズ
- ターセム・シン
- 新川修
- 新宮良平

### す
- 杉山登志
- ジェイク・スコット
- トニー・スコット
- リドリー・スコット
- 鈴木利幸
- 須藤カンジ
- ザック・スナイダー

### せ
- 関和亮
- 関口現
- 関根光才

### そ
- 園田俊郎

### た
- 田内健弥
- 高田雅博
- 高橋典
- 髙橋直樹
- 高橋洋平
- 瀧沢裕二
- 竹内スグル
- 竹内鉄郎
- 田中のぞみ
- 田中光敏
- 谷一郎
- 谷田一郎
- 檀太郎

### つ
- 塚越規
- 堤幸彦

### と
- 轟木一騎

### な
- 内藤まろ
- 永井聡
- 中江和仁
- 長尾直樹
- 中尾浩之
- 中島信也
- 中島哲也
- 成田洋一

### に
- 西久保弘光
- マーカス・ニスペル
- 二宮“NINO”大輔
- 丹羽慎治

### の
- 野田凪

### は
- 芳賀薫
- 箱守惠輔
- 浜崎慎治
- 早川和良
- 原田泉
- 浜田裕子

### ひ
- 平方宏明

### ふ
- デヴィッド・フィンチャー
- DAVE FROMM

### へ
- マイケル・ベイ

### ほ
- 侯孝賢
- 細野ひで晃
- 本郷伸明

### ま
- 松宏彰
- 松浦雅子
- 松原つよし
- 松村匠
- 丸山健志

### み
- 三木俊一郎
- 三石直和

### む
- 村本大志

### も
- 望月和磨
- 森淳一
- 森田亮
- 守屋健太郎

### や
- 耶雲哉治
- 柳沢翔
- 山内ケンジ
- 山田智和

### よ
- 横堀光範
- 吉江善太
- 吉田大八
- 吉田ユニ
- 吉野耕平

### り
- 李泰栄
- 利重剛
- ディック・リチャーズ
- ガイ・リッチー

## CMディレクター出身の映画監督
- 荒木保夫
- 大林宣彦
- 市川準
- 中島信也
- 黒田秀樹
- 松浦雅子
- 犬童一心
- 長澤雅彦
- 竹内鉄郎
- 石井克人
- 関口現
- 高田雅博
- 吉田大八
- 須賀大観
- 山田英治
- 中島哲也
- 谷田一郎
- 伊志嶺一
- 大宮エリー
- 合田経郎
- 村松亮太郎
- 伊藤由美子
- 石川寛
- 長尾直樹
- 山内ケンジ
- 菱川勢一
- カーク・ジョーンズ
- ジョー・ピトカ
- ヒュー・ハドソン
- スパイク・ジョーンズ
- ジョン・ムーア
- ガイ・リッチー
- ターセム
- トニー・スコット
- リドリー・スコット
- ザック・スナイダー
- アンドリュー・ニコル
- デヴィッド・フィンチャー
- マイケル・ベイ
- ヨンユット・トンコントーン（『アタック・ナンバーハーフ』）
- ディック・リチャーズ